# Second Hand Rose
Second Hand Rose (chino: 二手 玫瑰) es una banda de rock china formada en Pekín. La agrupación es conocida por su atrevida combinación de instrumentos tradicionales chinos fusionada con solid rock & roll fundamentals. La influencia de la música popular tradicional china se la puede apreciar claramente en el canto de Leadsinger Liang Long y en el uso de los instrumentos tradicionales chinos, tanto en sus grabaciones y actuaciones en directo. Su álbum debut, bajo el título homónimo de Second Hand Rose Band, fue lanzado en 2004 con gran éxito, crítica que recibió en las grandes ciudades de China. El álbum además recibió críticas muy favorables en los sitios web de música, de acuerdo a las opiniones de los especialista en los Estados Unidos
El grupo se formó en agosto de 2000. Antes del lanzamiento de su segundo álbum, fueron conocidos como "Second Hand Rose Band", pero la palabra "banda" fue lanzada con el lanzamiento de su segundo álbum, actualmente y simplemente conocido como "Second Hand Rose". Con los años, el line-up de la banda ha cambiado con frecuencia. El cantante Liang largo y el músico de los instrumentos musicales, Wu Zekun, son los dos únicos miembros de la banda que están desde su formación. Otros miembros de la banda ha sido movible como los cambios de integrantes, aunque el guitarrista Yao Lan ha sido fiel a la banda durante varios años hasta la fecha.

## Line-up o Integrantes
- Liang Long (梁 龙), voz, guitarra
- Yao Lan (姚 澜), guitarra
- Li Ziqiang (李自强), bajo
- Wu Zekun (吴泽琨), los instrumentos tradicionales chinos
- Zhang Yang (张 杨), tambores

## Discografía
- 2004 - Second Hand Rose Band (二手玫瑰)
- 2006 - Yu Le Jiang Hu (娱乐江湖) (CD + VCD)

- Datos: Q1361805
- Multimedia: Second Hand Rose / Q1361805